# Влашки статут
Влашки статут (лат. Statuta Valachorum) био је декрет Фердинанда  5. октобра 1630. године којим су дефинисана права „Влаха” (термин је кориштен за заједнице православних избјеглица, првенствено Србе) у Војној крајини, на начин да се стављају под директну управу Беча, уклањајући надлежност Хрватској сабора. Ово је била једна од три велике одлуке усвојене у раном 17. вијеку о опорезивању и станарским правима Влаха, заједно са ранијом одлуком цара Рудолфа II 1608. године и декрета цара Фердинанда II из 1627. године.

## Позадина
Средином 16. вијека, Војна крајина је успостављена као тампон зона против Османског царства, Балканске избјеглице, укључујући Србе, прешле су у хабзбуршке земље. Војни колонисти су изузети од неких обавеза, додјељене су им мале земљишне парцеле и дозвољено им је да бирају своје војводе и кнезове. Славонија (укључујући Вараждински генералат) је константно насељавана Србима из различитих крајева од 15. вијека. Велика сеоба Срба у Хрватску и Славонију са османске територије одржана око 1600. године. Слобода вјероисповјести је обећана свим православним досељеницима. Хабзбуршка монархија је успјешно подјељена на засебне цивилне и војне дијелове са додјелом пуне цивилне и војне власти Војној крајини 1553. од стране цара Фердинанда II. Ово је довело до незадовољства угарске дијете и хрватској племства, одузимањем њихове власти у Крајини. Хрвати су покушали да смање аутономију Крајине; улазак Крајине у састав Хрватске значио би губитак статуса и повластица граничара.
Аустријски цар Рудолф II 1608. године покренуо је такав закон, по коме би „Власи” Војне крајине, без обзира на њихову вјеру, дуговали једну десетину својих прихода Загребачком бискупу, и једну деветину феудалцу чије су земљиште запосјели. Овај закон је имао мало практичног ефекта, али је смирио хрватској племство у то вријеме. Хералдички амблем кориште за ове „Влахе” био грб српске династије Немањић. Од 1610-их до 1620-их година, постојао је сукоб између Влаха (избјеглица и граничара) и хрватској племства. Хрвати су тражили укидање Крајине, као и њено прикључење Хрватској. Вараждински граничари су 1627. године рекли властима да би они радије били раскомадани него да буду одвојени од својих официра и постану дио Хрватске. Цар Фердинанд II је исте године одобрио Власима који настањују регионе Славоније и Хрватске, право да се остану неометано у својим насељима и имањима; крајишким Власима је дозвољено кориштење земље без обзира на власништво, у настојању да граничаре учини независним од хрватској племства и спремнијим да ратују за њега. Ова одлука је протумачена као покушај феудализације, и 1628. године, постојала је бојазан да ако би Власи напустили Крајину и прешли у османску Славонију, војна и економска Хабзбуршка монархија би била посебно ослабљена и доведена у опасност; на сабору око 3.400 наоружаних Влаха (Срба), обећано је Власима да ће остати под војном организациом и биће им додјељен пропис у облику статута, чиме је регулисан њихов правни статус. Сљедеће године, Хрватски сабор је поново покушао да донесе закон у коме би избјегличка заједница била укључена у надлежност Краљевине Хрватске, међутим, без резултата.
Почетком 1630. године, представници хрватског племства и Влаха (Срба) су се састали у Бечу. Хрватско племство је захтијевало од цара да донесе декрет 10. маја којим би Срби плаћали племству онолико колико су плаћали својим војводама, међутим, незадовољни Срби између Саве и Драве умјесто тога су пуковнику Траутмансдорфу предли свој приједлог, којим би се регулисали односи према држави, као и привредни, законски и друштвени односи. Ратни савјет је основао комисију која је имала задатак да проучи овај приједлог. Аустријска судска канцеларија је издала изјаву 30. септембра, у којој је назначен „велики војни значај влашке популације смјештене између Саве и Драве, чији је број у посљедњих тридесет година порастао до те мјере да су постали чврсти бедем Војне крајине против Турака”.

## Статут
На основу петиције граничара и изјаве суда, цар Фердинанд II је издао Влашки статут 5. октобра 1630. године на снази у Вараждинском генералату, тј. у Копривничкој, Крижевачкој и Иванечкој капетанији. Статут је потписан у Регенсбургу и био компомис за захтијеве граничара. Предат је делегацији од дванаест граничара, војних команданата и свештеника. Православна избјегличка заједница, звана „Власи”, углавном су чини Срби. У том смислу, статут је омогућио Власима избор локалних власти, аргумент за разматрање статута као основе за унутрашњу аутономију становништва. Локалну власт су чини кнезови и судије, као представници извршне и законодавне власти.
Декрет је изложио права и обавезе досељеника који стабилизују њихов статус годинама касније. Ова права су представљала бесплатно земљиште дато досељеницима, њихову цивилну администрацију засновану на традиционалном праву досељеника. Сва права су додјељена у замјену за војну службу досељеника аустријском цару. Сви мушкарци старији од шеснаест година су били обавезни на војну службу. Фердинанд II у статут није укључио питања власништва земље, да не би узнемирио хрватској племство. Циљ Влашког статута је био да „Влахе” стави под надзор царског двора, давајући им наизглед аутономију, упркос чињеници да је степен аутономију у односу на период од прије доношења статута смањен. Статут је стовио посебан регион на подручју Краљевине Хрватске и Краљевине Славоније. Статут такође представља прву подјелу Вараждинског генералата (Славонска војна крајина).